# (241192) Poulyny
(241192) Poulyny est un astéroïde de la ceinture principale.

## Description
(241192) Poulyny est un astéroïde de la ceinture principale. Il fut découvert le 21 septembre 2007 à Androuchivka par l'observatoire astronomique d'Androuchivka. Il présente une orbite caractérisée par un demi-grand axe de 2,43 UA, une excentricité de 0,13 et une inclinaison de 6,4° par rapport à l'écliptique.

## Compléments